# Oussama Sahnoune
 (juillet 2022).
Si vous disposez d'ouvrages ou d'articles de référence ou si vous connaissez des sites web de qualité traitant du thème abordé ici, merci de compléter l'article en donnant les références utiles à sa vérifiabilité et en les liant à la section « Notes et références ».
Pour les articles homonymes, voir Sahnoune.
Oussama Sahnoune (né le 2 août 1992 à Constantine) est un nageur algérien.

## Carrière
Il est médaillé d'argent du 4 × 100 m nage libre et du 4 × 100 m quatre nages aux Jeux africains de 2011.
Aux Championnats arabes de natation 2016, il obtient la médaille d'or du 50 m nage libre, la médaille d'argent du 4 × 100 m nage libre et la médaille de bronze du 4 × 100 m quatre nages mixte. Aux Championnats d'Afrique de natation 2016, il est médaillé d'or du 50 m nage libre et du 100 m nage libre et médaillé de bronze du 4 × 100 m quatre nages mixte et du 4 × 100 m nage libre mixte.
Il remporte le 100 m nage libre en 48 s 00 lors des Jeux méditerranéens de 2018.

## Palmarès

### Championnats d'Afrique de natation
- Championnats d'Afrique 2010
  -  Médaille d'argent du 4 × 100 m nage libre[1]
- Championnats d'Afrique 2012[2]
  -  Médaille d'argent du 50 m nage libre
  -  Médaille d'argent du 50 m papillon
  -  Médaille de bronze du 100 m nage libre
  -  Médaille de bronze du 100 m papillon
  -  Médaille de bronze du 4 × 100 m nage libre
- Championnats d'Afrique 2016[3]
  -  Médaille d'or du  50 m nage libre
  -  Médaille d'or du 100 m nage libre
  -  Médaille de bronze du  4 x 100 m nage libre Mixte
  -  Médaille de bronze du  4 x 100 m quatre nages Mixte
- Championnats d'Afrique 2022[4]
  -  Médaille d'or du 100 m nage libre
  -  Médaille d'or du 4 × 100 m quatre nages
  -  Médaille d'argent du 50 m nage libre
  -  Médaille d'argent du 4 × 100 m nage libre
  -  Médaille d'argent du 4 × 100 m nage libre mixte

### Jeux africains
- Jeux africains de 2011
  -  Médaille d'argent du 4 × 100 m nage libre
  -  Médaille d'argent du 4 × 100 m quatre nages
- Jeux africains de 2019
  -  Médaille d'or du 100 m nage libre
  -  Médaille d'argent du 50 m nage libre

### Championnats arabes de natation
- Championnats arabes de natation 2014

- -  Médaille d'or du 100 m nage libre
  -  Médaille d'or du 4 × 100 m nage libre
  -  Médaille d'argent  du  50 m nage libre
  -  Médaille d'argent  du 100 m  Papillon
  -  Médaille d'argent  du 4 × 100 m nage libre Mixte
  -  Médaille d'argent  du  4 × 100 m quatre nages Mixte

- Championnats arabes de natation 2016
  -  Médaille d'or du  50 m nage libre
  -  Médaille d'argent du 4 × 100 m nage libre
  -  Médaille de bronze du 4 × 100 m quatre nages Mixte
- Championnats arabes de natation 2018
  -  Médaille d'or du  50 m nage libre
  -  Médaille d'or du 100 m nage libre
  -  Médaille d'or du 50 m papillon
  -  Médaille d'or du 100 m papillon

- Championnats arabes de natation 2022
  -  Médaille d'or du 50 m nage libre
  -  Médaille d'or du 100 m nage libre
  -  Médaille d'or du 4 x 100 m quatre nages
  -  Médaille d'or du 4 × 100 m nage libre Mixte
  -  Médaille d'argent  du 4 × 100 m nage libre

### Jeux panarabes
- Jeux panarabes de 2011
  -  Médaille d'argent du 100 m nage libre
  -  Médaille d'argent du 4 × 100 m nage libre

### Jeux de la solidarité islamique
- Jeux de la solidarité islamique de 2013
  -  Médaille d'or du  50 m nage libre
  -  Médaille d'or du 100 m nage libre
  -  Médaille d'argent du 4 × 100 m nage libre
- Jeux de la solidarité islamique de 2017
  -  Médaille d'or du  50 m nage libre
  -  Médaille d'or du 100 m nage libre

### Jeux méditerranéens
- Jeux méditerranéens de 2018
  -  Médaille d'or du 100 m nage libre
  -  Médaille d'argent du 50 m nage libre
- Jeux méditerranéens de 2022
  -  Médaille de bronze du 50 m nage libre[5]